# Фаулер (Колорадо)
Фаулер (енгл. Fowler) град је у америчкој савезној држави Колорадо.

## Демографија
По попису из 2010. године број становника је 1.182, што је 24 (-2,0%) становника мање него 2000. године.
| Група             | 2000.         | 2010.       |
| Белци             | 1.041 (86,3%) | 949 (80,3%) |
| Афроамериканци    | 1 (0,1%)      | 0 (0,0%)    |
| Азијати           | 2 (0,2%)      | 4 (0,3%)    |
| Хиспаноамериканци | 149 (12,4%)   | 216 (18,3%) |
| Укупно            | 1.206         | 1.182       |